# Régis de Trobriand
Philippe Régis Denis de Keredern de Trobriand (4. juni 1816 – 15. juli 1897) var en fransk aristokrat, advokat, poet og forfatter, som i en ung alder emigrerede til USA. Under den amerikanske borgerkrig var han general i Unionshæren. ,

## Tidlige år
Trobriand blev født på Chateau des Rochettes nær Tours i Frankrig som søn af en baron, som havde været general i Napoleon Bonapartes hær. I sin ungdom studerende han jura og skrev tekster og vers. Han udgav sin første roman i 1840. Han var en meget dygtig fægter og udkæmpede adskillige dueller. I 1841 blev han udfordret til at tage til Amerika, og emigrerede til USA i en alder af 25. Han blev straks populær som levemand i den sociale elite i New York. Han giftede sig med en arving ved navn Mary Jones, og selv om brylluppet stod i Paris, og de for en tid boede i Venedig, hvor de omgikkes de lokale adelige, vendte de tilbage til USA og bosatte sig i New York. I 1850-erne tjente han til livets ophold ved at skrive og redigere fransksprogede udgivelser. Han var udgiver af Revue du Nouveau Monde og redaktør af Le Courrier des Etats-Unis.

## Borgerkrigen
Da borgerkrigen brød ud, blev Trobriand amerikansk statsborger og den 28. august 1861 fik han kommandoen over 55th New York Infantry, et regiment, som overvejende bestod af franske immigranter og gik under navnet Gardes Lafayette. Han og hans regiment blev knyttet til John J. Peck brigade i Darius N. Couch division, i Erasmus D. Keyes IV Korps i Army of the Potomac i september 1861 og tog del i Peninsula kampagnen i 1862, hvor de første gang kom i kamp den 5. maj 1862 i slaget ved Williamsburg. Kort tid efter blev han syg af "sumpfeber" og kom først tilbage til tjenesten i juli. Hans regiments næste kamp var slaget ved Fredericksburg, men det blev holdt i reserve og undgik det store blodbad i Unionens nederlag.
I december 1862 blev 55th og 38th New York lagt sammen og Trobriand blev oberst i det nye 38th. Han førte regimentet i Slaget ved Chancellorsville i maj 1863, men kom ikke for alvor i kamp. Da III korps blev reorganiseret ovenpå de alvorlige tab ved Chancellorsville, fik Trobriand kommandoen over en ny brigade.
Trobriands militære karriere er bedst kendt for Slaget ved Gettysburg, hvor han for første gang for alvor kom i kamp. Han ankom på 2. dagen af slaget 2. juli 1863, og tog stilling i området, som blev kendt som hvedemarken. Hans brigade forsvarede sig godt mod stærke angreb fra generalmajor John Bell Hoods division, især en Georgia brigade under brigadegeneral George T. Anderson og en South Carolina brigade under brigadegeneral Joseph B. Kershaw. De holdt stand, indtil de blev afløst af enheder af generalmajor John C. Caldwell's division i II korps, men tabene havde været voldsomme — hver tredje mand i Trobriands brigade var enten død eller såret. EFter slaget skrev hans divisionskommandør generalmajor David B. Birney:
| „ | Oberst de Trobriand fortjener min hjerteligste tak for hans dygtige opstilling af sine tropper og for tappert at holde sin fremskudte position, indtil afløst af andre tropper. Denne officer er en af de ældste oberster i den frivillige hær og har udmærket sig i næsten enhver træfning, som Army of the Potomac har deltaget i, og fortjener bestemt rang af brigadegeneral i den frivillige hær, hvortil han er blevet anbefalet. | “ |
|   | — David B. Birney, Rapport om slaget ved Gettysburg |   |

Trods anbefalingen og hans udmærkede indsats ved Gettysburg fik oberst Trobriand ikke sin forfremmelse til brigadegeneral før den 5. januar 1864. Han overtog endelig kommandoen over en brigade svarende til hans rang, da brigadegeneral J. H. Hobart Ward blev afskediget fra hæren på grund af fuldskab. Sent i krigen ledte han lejlighedsvis en division i Belejringen af Petersburg og Appomattox kampagnen, især da Gershom Mott blev såret i den sidste kampagne. Han fik en midlertidig forfremmelse til generalmajor den 9. april 1865, samme dag som Army of Northern Virginia overgav sig. I 1867 blev han midlertidig brigadegeneral i den regulære hær.

## Tjeneste efter krigen
Efter krigen fortsatte Trobriand i hæren og gjorde tjeneste i Vesten som del af okkupationsstyrken i Syden, fortrinsvis New Orleans under genforeningsperioden. Han boede i New Orleans fra 1875, men trak sig først ud af hæren den 20. marts 1879. Herefter skrev han en række bøger Quatre ans de campagnes à l'Armée du Potomac, udgivet i 1867, Vie militaire dans le Dakota udgivet posthumt i 1941 sammen med den engelske oversættelse samt Our Noble Blood (posthumt, 1997). Han tilbragte sine somre med sin datter på Long Island.
Trobriand døde i Bayport, New York, og ligger begravet på St. Anne's Cemetery, Sayville, New York.